# 伊什塔布
伊什塔布(Ixtab) 是馬雅神話中掌管自殺的女神，以吊首的女性外貌示人。和瑪雅神話中其他掌管死亡的神祇不同的是，祂將戰死者、自殺者、聖職人員、活人祭品、因分娩而死的婦女帶往天堂而非地獄。

## 資料來源
- Landa's Relación de las cosas de Yucatán, ed. A.M. Tozzer (1941).
- J.E.S. Thompson, A Commentary on the Dresden Codex. Philadelphia 1972.